# Eva-Maria Wernicke

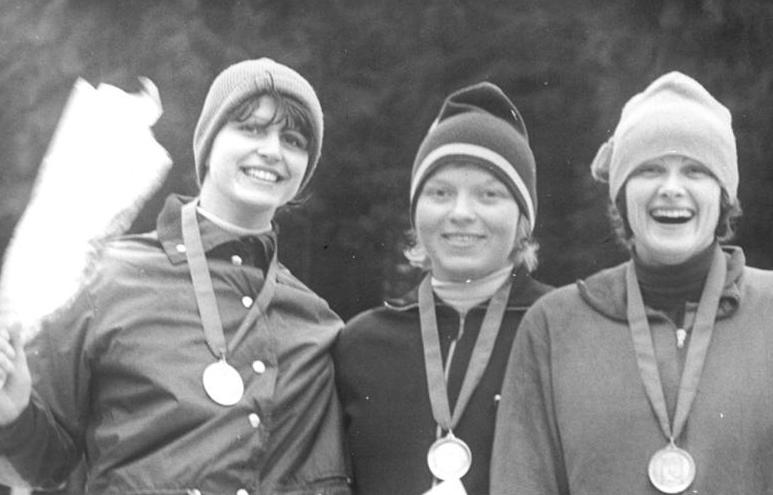
Eva-Maria Wernicke (pierwsza z prawej)

Eva-Maria Wernicke (ur. 30 września 1953 w Beierfeld) – enerdowska saneczkarka, medalistka mistrzostw świata i Europy.
Jeden raz wystąpiła na igrzyskach olimpijskich zajmując w 1976 czwarte miejsce. W mistrzostwach świata wywalczyła jeden medal zdobywając w 1973 brąz. Na mistrzostwach Europy dwukrotnie stała na podium. W 1975 wywalczyła srebro, a w 1973 zakończyła start na trzecim miejscu.
Jej mężem jest trzykrotny mistrz olimpijski w kombinacji norweskiej Ulrich Wehling.

## Osiągnięcia

### Igrzyska olimpijskie
| Rok  | Miejsce   | Jedynki |
| ---- | --------- | ------- |
| 1976 | Innsbruck | 4.      |